# Grupo Camargo Corrêa
Die Grupo Camargo Corrêa war ein brasilianischer Mischkonzern.

## Geschichte
Der ehemalige Vizechef der Grupo Camargo Corrêa, Eduardo Hermelino Leite, hat gegenüber der Staatsanwaltschaft am 19. April 2015 Schmiergeldzahlungen von 110 Millionen Real (umgerechnet 33 Millionen Euro) an den halbstaatlichen Ölkonzern Petrobras im Zeitraum 2007 bis 2012 gestanden.

## Bereiche

### Bauwesen + Konstruktion
Im Bereich Bauwesen werden Infrastrukturprojekte entwickelt.
Die CNEC Engenharia erbringt Ingenieurs- und Konstruktionsleistungen für den Camargo Correa Konzern und andere Kunden.
Es werden 10 Wasserkraftwerke, 1 Staudamm, 19 Umspannwerke und 425,6 Kilometer Hochspannungsleitungen betrieben. Es werden 654 km Straßen, 40 km Eisenbahnlinien und 3 Brücken betrieben. Die Häfen Porto de Suape und Sepetiba und die Flughäfen in Rio de Janeiro und São Paulo werden ebenfalls betrieben.
Die Grupo Camargo Correa hält einen Anteil von 49,5 Prozent an der Estaleiro Atlântico Schiffswerft in Suape.
Darüber hinaus werden Erdöl und Erdgas in Brasilien gefördert.
Der Bereich Bauwesen und Konstruktion hat 28.100 Beschäftigte.

### Zement
Cave produziert 3,5 Mio. Tonnen Zement in Brasilien und Loma Negra 5,3 Mio. Tonnen Zement in Argentinien. Der Bereich hat ca. 4.000 Beschäftigte.

### Schuhe & Textilien
Die Schuhwerke Alpargatas und Dupé produzieren mit 13.500 Beschäftigten jährlich 184 Millionen Schuhe. Tavex fertigt jährlich 140 + 22 Millionen Meter Denim-Stoffe mit 6.300 Beschäftigten.

### Stahl
Usiminas produziert in Brasilien, Argentinien und Mexiko mit 6.300 Beschäftigten jährlich 8,7 Millionen Tonnen Stahl.

### Energie, Transport + Flughäfen
Die Grupo Camargo Corrêa ist mit einem Anteil von 28,41 Prozent an der Companhia Paulista de Força e Luz (CPFL), dem größten brasilianischen Energieversorger, beteiligt. Dieser betreibt die Regionalversorger Paulista CPFL, Piratininga CPFL, Jaguariuna CPFL, Santa Cruz CPFL und RGE (Bundesstaat Santa Catarina), die 568 Städte mit 6,3 Millionen Kunden mit 35,2 TWh elektrischer Energie versorgen.
Die CCR Concessions betreibt ein Straßennetz von 1.452 Kilometern in den Bundesstaaten São Paulo, Rio de Janeiro und Paraná.
A-Port S.A. mit Sitz in São Paulo, Brasilien, betreibt in Chile die Flughäfen La Florida (La Serena), El Loa (Calama) und El Tepual (Puerto Montt), in Honduras Juan Manuel Galvez de Roatán, Golosón de La Ceiba, Toncontin de Tegucicalpa und Ramon Villena de San Pedro Sula, in der kolumbianischen Hauptstadt Bogotá den Flughafen El Dorado sowie den Flughafen Curaçao International Airport, Niederländische Antillen. Alle Flughäfen zusammen haben ein jährliches Aufkommen von ca. 16 Millionen Passagieren (2008). Darüber hinaus wird das Parkhaus am Flughafen São Paulo-Congonhas mit 1,2 Millionen geparkten Fahrzeugen im Jahre 2008 betrieben.

### Immobilien + Entsorgung
Die Camargo Correa Desenvolvimento Imobiliario (CCDI) verwaltet 3.979 Gebäude
überwiegend in den Bundesstaaten São Paulo, Rio de Janeiro und Paraná.
Im Bereich Entsorgung werden durch die Unternehmen CAVO mit 2.900 Beschäftigten und Beteiligungen an LOGA (31 % Anteil), Exxencis (50 % Anteil) und UTR (40 % Anteil) jährlich
458.000 t Industrieabfälle, 1.966.000 t Hausmüll, 3.481.000 t Deponieabfälle und 50.000 t Klinikabfälle entsorgt.

### Gesamtkonzern
Der Konzern hat 57.000 Beschäftigte in 20 Ländern.
Der Umsatz 2007 betrug 12,421 Mrd. R$ (ca. 4,124 Mrd. Euro) (nach 9,915 Mrd. R$ 2006). Es ergibt sich ein EBITDA 2007 von 1,911 Mrd. R$ (ca. 0,634 Mrd. Euro) und Investitionen von 1,630 Mrd. R$ (ca. 541 Mio. Euro).